# Ишльские тортики

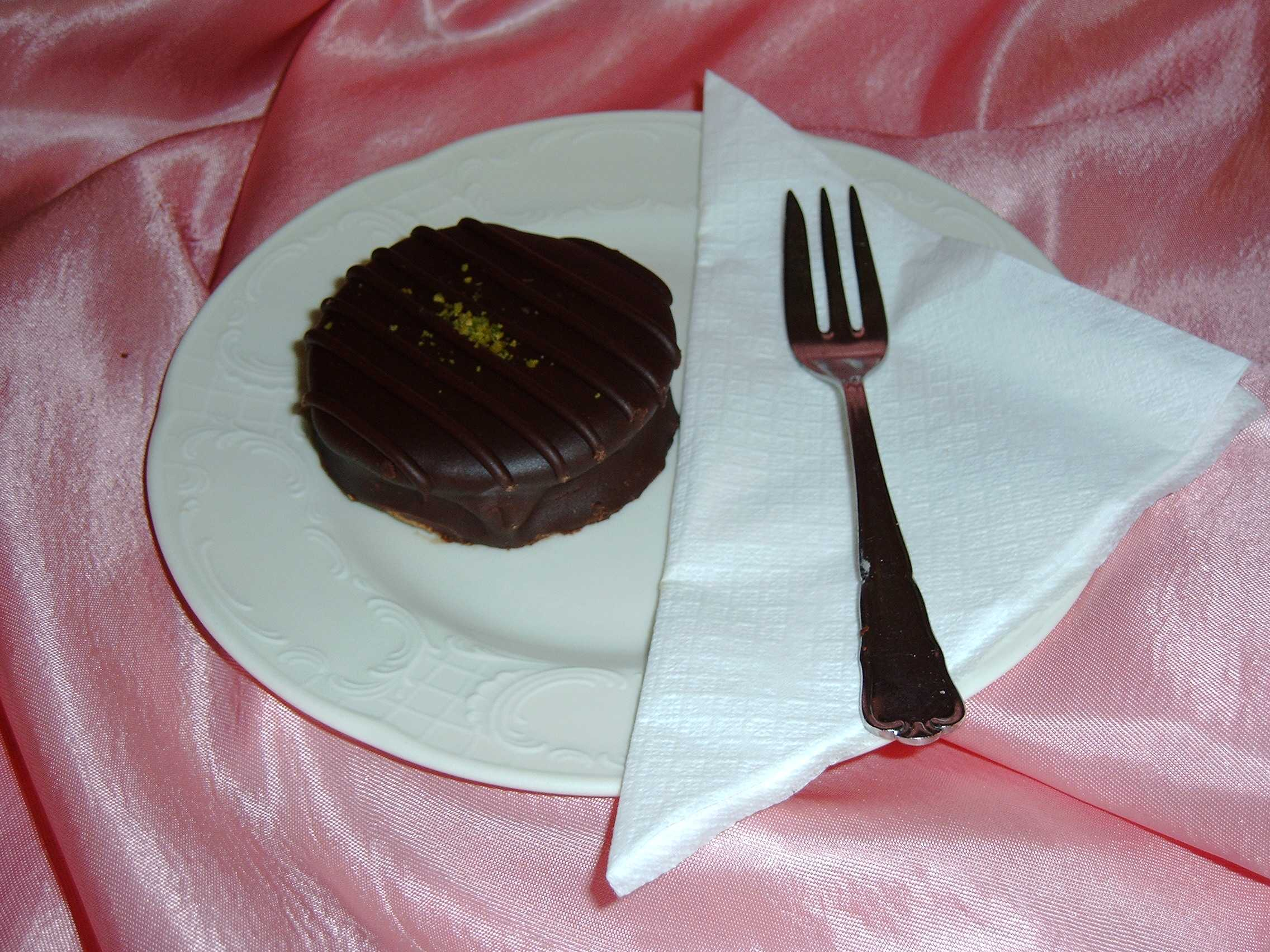
Шоколадный ишльский тортик в кондитерской «Цаунер»

Ишльские тортики (нем. Ischler Törtchen) — популярные в Австрии кондитерские изделия, представляющие собой два коржа песочного теста диаметром в 5—8 см, соединённых между собой шоколадным кремом и покрытых шоколадной глазурью. Сверху ишльский тортик обычно украшает фисташка. Популярны на Рождество. 
Рецепт ишльских тортиков был создан в 1950-е годы немецким кондитером Рихардом Куртом, руководившим знаменитой кондитерской «Цаунер» в Бад-Ишле. Вскоре ишльские тортики обрели известность по всей Австрии, и в настоящее время их рецепт обязательно присутствует в любой австрийской кулинарной книге. За рецепт ишльских тортиков на Всемирной выставке 1958 года в Брюсселе Курт был награждён золотой медалью. 
В 1959 году композитор Ойген Бриксель написал вальс «Ишльские тортики».